# 蚕陵県
蚕陵県（さんりょう-けん）は中華人民共和国四川省にかつて存在した県。現在の雅安市茂県北西部に相当する。
前漢に設置された。後漢により八陵県と改称されたが、三国蜀により再び蚕陵県と改称された。東晋により廃止された。